# М-100

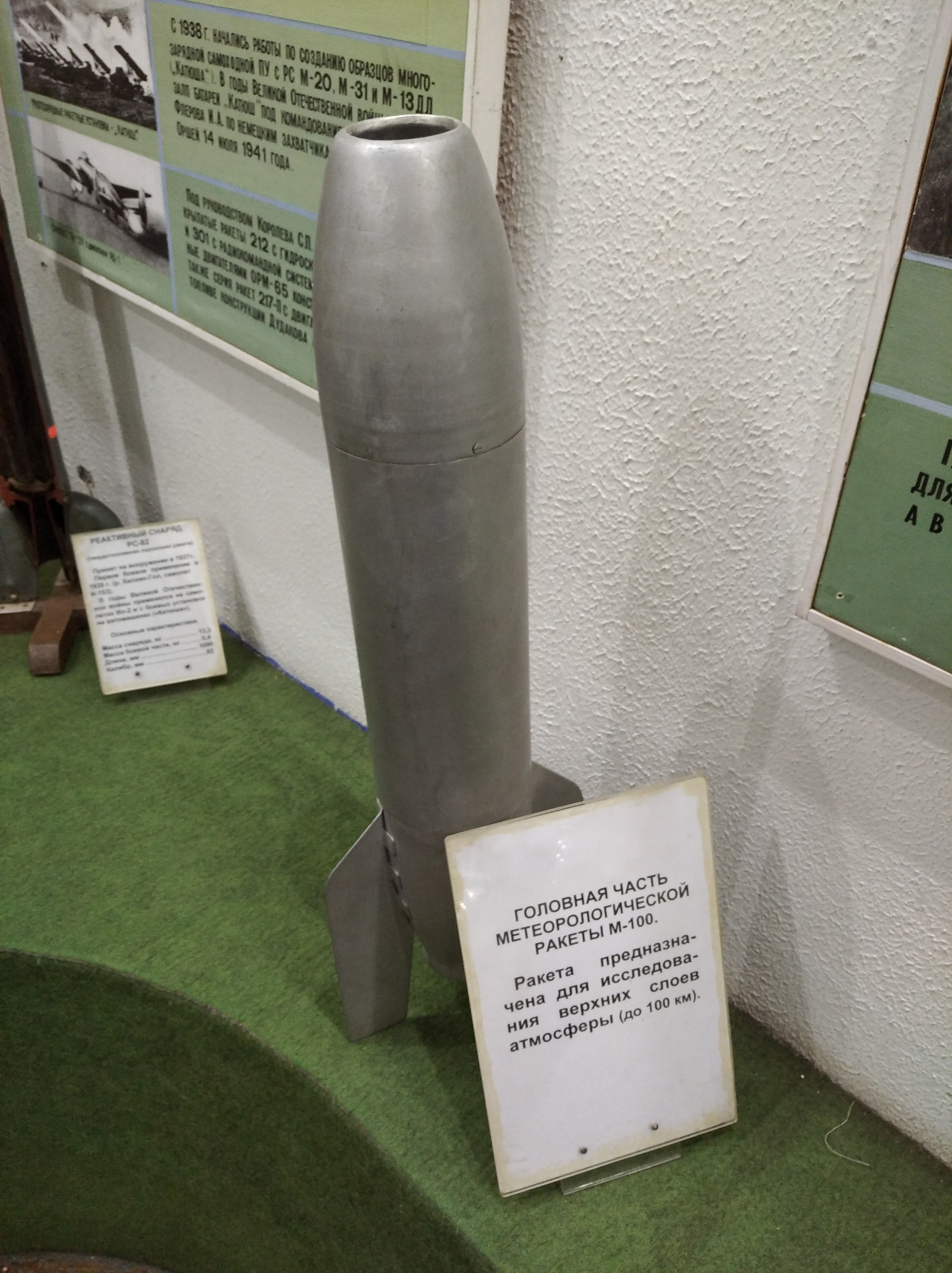
Головная часть метеорологической ракеты М-100. Центральный дом авиации и космонавтики.

М-100 — советская двухступенчатая неуправляемая твердотопливная метеорологическая ракета с высотой подъёма 100 км.

## История создания
Разработана в КБ завода № 74 Удмуртского совнархоза (ныне «Ижмаш» в Ижевске). Разработкой руководил заместитель главного конструктора Владимир Наумович Гринберг (по другим данным главный конструктор А. Т. Чернов). Прототипом послужила тактическая ракета 25-2 земля-земля с дальностью 70 км и боевым зарядом 50 кг, не принятая на вооружение. На её базе по заказу ЦАО была разработана двухступенчатая твердотопливная метеорологическая ракета с высотой подъёма в 100 км.
Первый пуск состоялся в 1961 году на полигоне Капустин Яр. После первого удачного пуска в конструкцию были внесены усовершенствования, что привело к серии аварийных пусков. Испытания были перенесены в Казахстан, где её и отработку завершили в 1963 году. В том же 1963 году началось серийное производство М-100 на Ижевском машиностроительном заводе.
Комплекс был введен в эксплуатацию в 1964 году — на научно-исследовательских судах Гидрометслужбы «Академик Ширшов», «А. И. Воейков» и «Ю. М. Шокальский», а затем на станции ракетного зондирования обсерватории «Дружная» (о. Хейса, Земля Франца-Иосифа), и станции «Молодёжная» в Антарктиде и судне АН СССР «Академик Королёв». В разработке пусковых установок принимал участие Борис Аркадьевич Берестов.
Во второй половине 1970-х годов производство ракет было передано на завод «Станкомаш» в Челябинске.

## Описание
М-100 — неуправляемая двухступенчатая твердотопливная ракета с аэродинамическими стабилизаторами на обеих ступенях. Используемый в 60-е гг. баллиститный порох обусловил применение вкладных зарядов.
Пуск производился по траектории, близкой к вертикали, из стартовой установки со спиральными направляющими, придающими ракете вращение вокруг её продольной оси. Вращение позволяет исключить влияние асимметрии тяги двигателей и аэродинамики корпуса ракеты на траекторию полёта.
Разделение ступеней «горячее», после возгорания пороха во второй ступени. Головная часть отделяется на высоте 65—70 км. Одновременно раскрывается парашют, который стабилизирует полёт на верхнем отрезке траектории свободного падения, а в плотных слоях атмосферы (ниже 60 км) резко замедляет скорость снижения и заставляет ракету дрейфовать в соответствии с силой и направлением ветра.
Базовый состав аппаратуры состоял из манометров Пирани — для определения давления, термометров сопротивления, предназначенных для измерения температуры, контейнеров с диполями.

## Технические характеристики
| Полная масса             | 475 кг    |
| Масса головной части     | 50 кг     |
| Масса целевой аппаратуры | 15 кг     |
| Длина (полная)           | 8240 мм   |
| Калибр                   | 250 мм    |
| Высота полёта            | 90-100 км |

## Пуски
В 1962 г. по инициативе академика Е. К. Федорова вышло Постановление Правительства СССР о разработке трех новых ракетных комплексов на базе пороховых двигателей с высотами подъема 60 (ММР-06), 90-100 (М-100) и 150—180 км (МР-12), и об оборудовании этими комплексами новых научно-исследовательских судов, о строительстве новых станций и соответствующей инфраструктуры. Таким образом, в 1970—1980 годы в Восточном полушарии практически от Северного до Южного полюса была создана уникальная сеть из 10 станций ракетного зондирования и 10 научно-исследовательских кораблей, оснащенных ракетными комплексами. Организационно-техническое и методическое руководство работой ракетной сети станций осуществляла ЦАО. Только в 1972 г. было запущено 277 ракет М-100.
Во второй половине 60-х годов Советский Союз реализовывал программу пилотируемого облёта Луны 7КЛ1. Возвращение спускаемого аппарата должно было проходить в 2 этапа: вначале вход в атмосферу в экваториальной области Индийского океана, торможение до 1-й космической скорости, выход из атмосферы и окончательный вход в атмосферу с посадкой в Казахстане. На НИИ-88 совместно с ЦАО было возложено обеспечение данными о плотности и температуре атмосферы в районе первого входа в атмосферу. Поэтому в 1966-68 гг. суда «Воейков» и «Шокальский» регулярно совершали рейсы с ракетным зондированием в заданные районы Индийского океана.
Сложные научно-технические проблемы были решены при отработке парашютной системы СА АМС «Марс-2» и «Марс-3», которая должна была вводиться в атмосфере Марса при скорости 3.5 М. Аналогов системы и методов её испытаний в земных условиях, в мире не существовало. На основании теоретических исследований в 1970 году специалисты НПО Лавочкина совместно со специалистами НИИ парашютно-десантных средств решили проводить испытания на моделях парашютной системы, выводимых на большую высоту метеорологическими ракетами М-100. При испытаниях обнаружилась тенденция к схлопыванию купола основного парашюта на скорости 3,5М. Были внесены необходимые изменения, эффективность которых подтвердили последующими испытаниями.
Перечень пусков М-100 приведен на сайте Encyclopedia Astronautica. © Mark Wade, 1997—2008